# Ueli Sutter
Pour les articles homonymes, voir Sutter.
Ueli Sutter, né le 16 mars 1947 à Bettlach dans le canton de Soleure, est un coureur cycliste suisse,  professionnel de 1973 à 1981.

## Équipes successives
Durant les années 1950 à 1970, les coureurs professionnels suisses avaient l’autorisation d’appartenir à plusieurs équipes, l’une établie en Suisse pour participer aux courses nationales, et les autres, établies à l’étranger, pour participer aux épreuves du calendrier international.
- 1973 : Möbel Märki - Bonanza
- 1973 : Jollyceramica
- 1974 : Jollyceramica
- 1974 : Wilner - Birr - Brügg
- 1975 : Willner
- 1975 : Zonca - Santini
- 1976 : Möbel Märki - Bonanza
- 1976 : Zonca - Santini
- 1977 : Zonca - Santini
- 1977 : Jelmoli
- 1978 : Zonca - Santini
- 1979 : TI - Raleigh
- 1980 : Bianchi - Piaggio
- 1981 : Cilo - Aufina

## Palmarès

### Palmarès année par année
- 1972
  - 5e étape du Trophée Peugeot de l'Avenir
  - 2e de Paris-Vierzon
- 1974
  - 2e de Nancy-Strasbourg
  - 3e du Championnat de Suisse sur route
- 1975
  - 3e du Championnat de Suisse sur route
  - 3e du championnat de Suisse d'omnium
- 1976
  - 2e du Championnat de Suisse sur route
  - 10e du Tour de Romandie
- 1977
  - 2e du championnat de Suisse de demi-fond
  - 4e du Tour de Suisse
- 1978
  -  Grand Prix de la montagne du Tour d’Italie
  - 2e du Tour de Suisse
  - 10e du Tour d’Italie
- 1979
  - 4e (contre-la-montre par équipes) et 8e (contre-la-montre par équipes) étapes du Tour de France
  - 6e du Tour de Suisse
- 1981
  - 2e du Rund Um die Rigi - Gersau
  - 6e du Tour de Suisse

### Résultats sur les grands tours

#### Tour d'Italie
6 participations
- 1973 : 70e
- 1974 : abandon
- 1976 : 50e
- 1977 : 36e
- 1978 : 10e, vainqueur du  Grand Prix de la montagne
- 1981 : 53e

#### Tour de France
1 participation
- 1979 : hors-délais (17e étape), vainqueur des 4e (contre-la-montre par équipes) et 8e (contre-la-montre par équipes) étapes